# 분산 발전

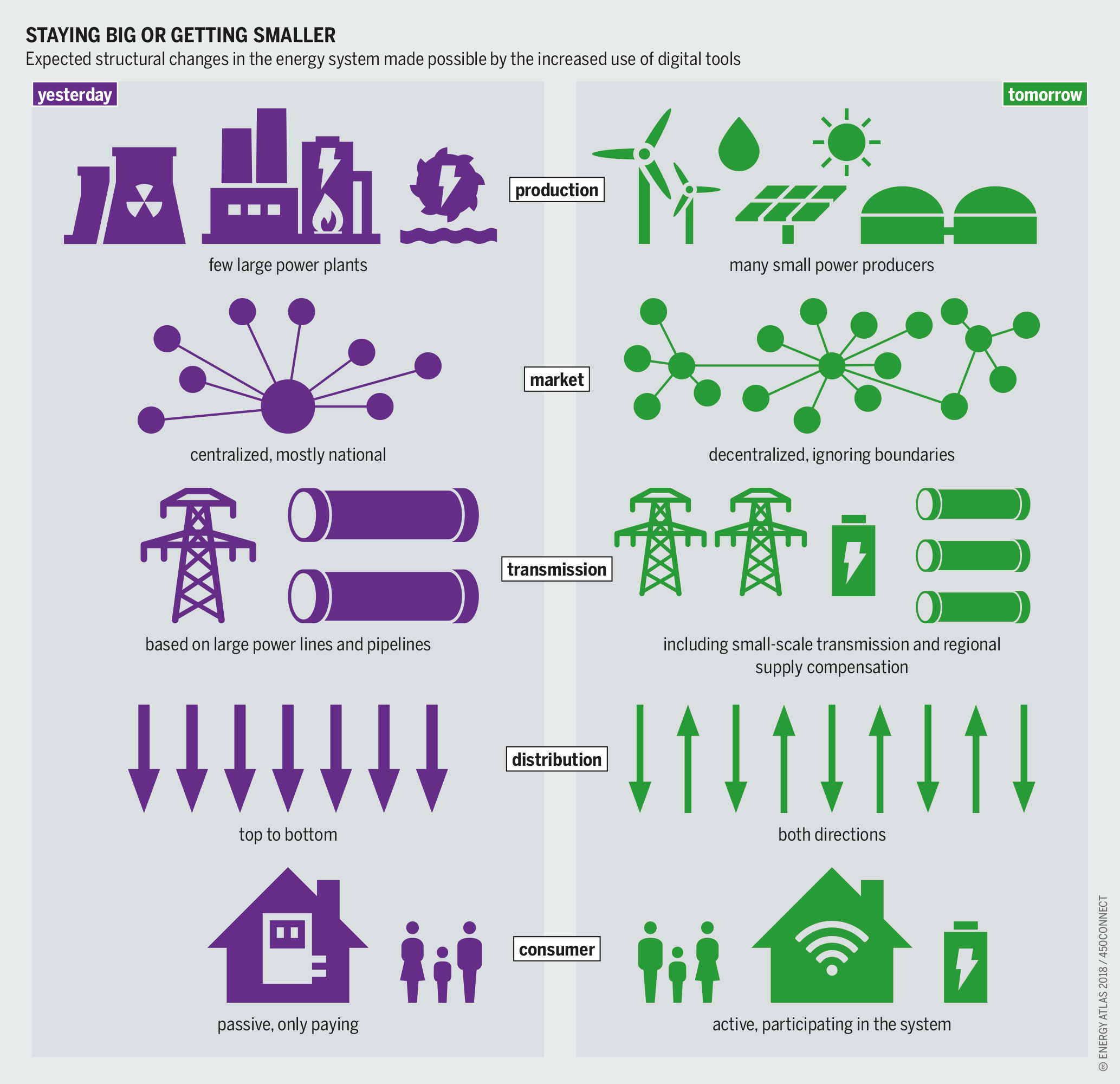
중앙 집중식(왼쪽)과 분산형 세대(오른쪽)

분산 발전, 분산 에너지, 지역/분산 에너지는 분산 에너지 자원(distributed energy resources, DER
)이라고 하는 다양한 소형, 그리드 연결 또는 배전 시스템 연결 장치에 의해 수행되는 발전 및 저장이다.
석탄화력발전소, 가스발전소, 원자력발전소 등 전통적인 발전소는 물론 수력 발전소, 대규모 태양광발전소 등은 중앙집중화돼 있어 장거리 송전을 위해 전기에너지를 필요로 하는 경우가 많다. 이와 대조적으로 DER 시스템은 용량이 10MW(메가와트) 이하에 불과하더라도 서비스를 제공하는 부하 가까이에 위치하는 분산형, 모듈식, 보다 유연한 기술이다. 이러한 시스템은 다중 생성 및 저장 구성요소로 구성될 수 있다. 이 경우 하이브리드 전력 시스템이라고 한다.
DER 시스템은 일반적으로 소규모 수력, 바이오매스, 바이오가스, 태양열 발전, 풍력, 지열 발전 등 재생 가능 에너지원을 사용하며 점점 더 전력 분배 시스템에서 중요한 역할을 하고 있다. 전력 저장을 위한 계통 연결 장치도 DER 시스템으로 분류될 수 있으며 흔히 분산형 에너지 저장 시스템(distributed energy storage system, DESS)이라고 한다. 인터페이스를 통해 DER 시스템은 스마트 그리드 내에서 관리되고 조정될 수 있다. 분산 발전 및 저장을 통해 다양한 소스에서 에너지를 수집할 수 있으며 환경에 미치는 영향을 낮추고 공급 보안을 향상할 수 있다.
태양광, 풍력 등 DER 통합에 따른 주요 이슈 중 하나는 전력 자원의 불확실성이다. 이러한 불확실성은 배전 시스템에 몇 가지 문제를 일으킬 수 있다. (i) 공급-수요 관계를 극도로 복잡하게 만들고 네트워크 균형을 맞추기 위해 복잡한 최적화 도구가 필요하며 (ii) 송전 네트워크에 더 큰 압력을 가한다. iii) 배전 시스템에서 송전 시스템으로 전력의 역류가 발생할 수 있다.
마이크로그리드는 전통적인 중앙 집중식 전력망(매크로그리드)과 달리 현대적이고 지역화된 소규모 그리드이다. 마이크로그리드는 중앙 집중식 그리드와의 연결을 끊고 자율적으로 작동하며 그리드 탄력성을 강화하고 그리드 교란을 완화하는 데 도움을 줄 수 있다. 이는 일반적으로 저전압 AC 전력망이며 디젤 발전기를 사용하는 경우가 많으며 서비스를 제공하는 지역 사회에서 설치된다. 마이크로그리드는 점점 더 태양광 하이브리드 전력 시스템과 같은 다양한 분산 에너지 자원을 혼합하여 사용하여 탄소 배출량을 크게 줄인다.

## 같이 보기
- 수요 반응
- 에너지 하베스팅
- 송전
- 발전 (전기)
- 효율적인 에너지 이용
- 에너지 저장
- 에너지 개발
- 초고압직류송전
- IEEE 1547
- 요금상계제도
- 스마트 미터
- 스마트 그리드
- 요금상계제도
- 열병합

## 더 읽기
- Brass, J. N.; Carley, S.; MacLean, L. M.; Baldwin, E. (2012). “Power for Development: A Review of Distributed Generation Projects in the Developing World”. 《Annual Review of Environment and Resources》 37: 107–136. doi:10.1146/annurev-environ-051112-111930.
- Gies, Erica. Making the Consumer an Active Participant in the Grid, The New York Times, 29 November 2010. Discusses distributed generation and the U.S. Federal Energy Regulatory Commission.
- Pahl, Greg (2012). 《Power from the people : how to organize, finance, and launch local energy projects》. Santa Rosa, Calif: Post Carbon Institute. ISBN 9781603584098.